# Lee Seung-hun
Lee Seung-hun (nome original em coreano:  이 승훈; Seul, 5 de fevereiro de 1938) é um ex-ciclista olímpico sul-coreano. Seung-hun representou o seu país nos Jogos Olímpicos de Verão de 1960, em Roma.